# H10 Poseidon
H10 Poseidon — розвідувальний безпілотний літальний апарат, який виготовляє компанія Swarmly, оснащені двома камерами із 40-кратним зумом з захищеними каналами зв'язку, вертикальною системою зліту й посадки. Має монококовий планер високого крила з електродвигуном і штовхаючим гвинтом, а також чотирма стаціонарно встановленими електродвигунами VTOL і пропелерами.

## Характеристики
- Довжина — 1,9 м
- Розмах крила — 3,5 м
- Максимальна вантажопідйомність — 3 кг
- Максимальна злітна маса — 22 кг
- Крейсерська швидкість — 75 км/год
- Максимальна швидкість — 100 км/год
- Швидкість зниження — 50 км/год
- Дальність зв'язку — 50 км
- Максимальна висота польоту — 4 км
- Максимальний час зависання — 15 хв
- Тривалість польоту — 2 год
- Робоча температура — від +60 до -20 градусів.

## Оператори
- Україна